# 1446 az irodalomban
Az 1446. év az irodalomban.

## Születések
- augusztus 14. – Antonio Urceo, más néven Urcero Codro (Antonius Urceus Codrus), itáliai reneszánsz irodalmár, humanista († 1500)[1]

## Halálozások
- május 15. – Tovma Metsobetsi (örmény nyelven: Թովմա Մեծոփեցի) örmény történetíró (* 1378)[2]